# 卡伦达斯科
卡伦达斯科（義大利語：Calendasco），是意大利皮亚琴察省的一个市镇。总面积37平方公里，人口2484人，人口密度67.1人/平方公里（2009年）。ISTAT代码为033008。